# تپه حمام وسطی
تپه حمام وسطی، روستایی از توابع بخش کلات شهرستان آبدانان در استان ایلام ایران است.

## جمعیت
این روستا در دهستان مورمورئ قرار دارد و براساس سرشماری مرکز آمار ایران در سال ۱۳۸۵، جمعیت آن ۷۱ نفر (۱۴خانوار) بوده‌است.